# Айёган (приток Локонтоёгана)
Айёган — река в России, протекает в Ханты-Мансийском АО. Устье реки находится в 40 км по левому берегу реки Локонтоёгана. Длина реки составляет 54 км, площадь водосборного бассейна 257 км². Населённых пунктов на реке нет.

## Данные водного реестра
По данным государственного водного реестра России относится к Верхнеобскому бассейновому округу, водохозяйственный участок реки — Вах, речной подбассейн реки — бассейны притоков (Верхней) Оби от Васюгана до Ваха. Речной бассейн реки — (Верхняя) Обь до впадения Иртыша.
Код объекта в государственном водном реестре — 13011000112115200038415.